# Massaker in Solhan und Tadaryat
Das Massaker von Solhan war ein Anschlag, bei dem in den Morgenstunden des 5. Juni 2021 in Solhan, einer kleinen Stadt in Burkina Faso, mindestens 160 Menschen getötet wurden. Die Urheber des Anschlags sind nicht bekannt, die Regierung von Burkina Faso schreibt die Tat dschihadistischen Terroristen zu. Zuvor waren am Abend des 4. Juni im Dorf Tadaryat 14 Menschen getötet worden. Beide Ortschaften liegen in der Provinz Yagha. Der Angriff war der bislang blutigste seit Beginn der Anschlagserie in Burkina Faso 2015.

## Hergang
Der Angriff begann gegen 2 Uhr nachts und richtete sich zunächst gegen einen Posten der Volontaires pour la défense de la patrie, eine erst 2019 eingerichtete Bürgermiliz, mit der die Regierung versucht, die in bestimmten Regionen verlorene Kontrolle wiederzugewinnen und das Militär bei seinem Kampf gegen die Dschihadisten zu unterstützen. Die Angreifer zündeten Gebäude im Marktbereich und Privathäuser an und begannen, wahllos Einwohner zu erschießen.
Ursprünglich war man von 138 Opfern ausgegangen. Nach Auffinden weiterer Leichen und nachdem einige Verwundete ihren Verletzungen erlegen waren, stieg die Zahl der Opfer auf mindestens 160, darunter 20 Kinder.
In der Folge sollen dem Premierminister Christophe Dabiré zufolge 7000 Familien aus Solhan in die etwa 15 km entfernte Provinzhauptstadt Sebba geflohen sein. Babar Baloch, Sprecher des UNHCR, nannte eine Zahl von 3000 Flüchtlingen, vorwiegend Frauen und Kinder. Der burkinische Minister Ousseni Tamboura beschrieb Solhan als nach dem Anschlag „völlig verlassen“.

## Reaktionen
Roch Marc Kaboré, Präsident von Burkina Faso, bezeichnete den Angriff als barbarisch und ordnete eine dreitägige Staatstrauer an.
UN-Generalsekretär Guterres zeigte sich erschüttert.